# Tipula (Lunatipula) lithophila
Tipula (Lunatipula) lithophila is een tweevleugelige uit de familie langpootmuggen (Tipulidae). De soort komt voor in het Palearctisch gebied.